# 豊里村 (京都府)
豊里村（とよさとむら）は、京都府何鹿郡にあった村。現在の綾部市中心部の北西、由良川の右岸にあたる。
本項では発足当時の名称である以久田村（いくたむら）についても述べる。

## 地理
- 河川：由良川、犀川

## 歴史
- 1889年（明治22年）4月1日 - 町村制の施行により、栗村・位田村・大畠村・今田村・舘村・福垣村・三宅村・長砂村・小崎新田の区域をもって以久田村が発足。
- 1949年（昭和24年）7月1日 - 以久田村が小畑村を編入のうえ改称して豊里村となる。
- 1955年（昭和30年）4月10日 - 綾部市に編入。同日豊里村廃止。当村に存在した12大字のうち、中は小畑町に改称、福垣・三宅・長砂・小崎新田は統合して豊里町となり、あとの7大字は綾部市の町名に継承。

## 交通

### 道路
現在は旧村域を舞鶴若狭自動車道が通過するが、当時は未開通。